# Jean Léturgie
Jean Léturgie est un scénariste de bande dessinée, né le 24 décembre 1947 à Caen.

## Biographie
Après avoir été pendant un temps le secrétaire de Serge Reggiani, il débute en tant qu'attaché de presse pour les éditions Glénat, collaborant à la revue Schtroumpf (qui deviendra ensuite Les Cahiers de la bande dessinée) pour laquelle il réalise de nombreuses interviews et dossiers. 

### Les annéesLucky Luke(années 1980)
Il se lance dans l'écriture de BD en 1981 en s'alliant à Xavier Fauche. Ensemble, ils conçoivent le scénario du tome 50 de la série à succès Lucky Luke , intitulé  Sarah Bernhardt. Le créateur et dessinateur Morris, satisfait du résultat, leur commandera d'autres scénarios : ils signeront six albums, publiés entre 1984 et 1994. 
Par ailleurs, Morris accepte deux idées de ses jeunes scénaristes : en 1987, ils créent la série dérivée Rantanplan. Celle-ci est dessinée par Michel Janvier tandis que Fauche et Léturgie s'occupent des scénarios. Puis en 1995, parait un tome 64 de Lucky Luke un peu à part, Kid Lucky : celui-ci raconte en effet la jeunesse du héros. Cette fois, Morris arrête les frais dès le second album, Oklahoma Jim (tome 68), qui parait confidentiellement en 1997. Les deux albums seront même extraits de la série officielle. Léturgie cessera alors toute collaboration avec le maître.
En 1995, paraît ainsi le tome 9 de Rantanplan et en 1996 Le Klondike, septième et dernier album de Lucky Luke scénarisé par Léturgie, cette fois en association avec Yann.
Parallèlement à cette participation au patrimoine de la bande dessinée franco-belge, Jean Léturgie créé en 1982 avec le dessinateur Philippe Luguy la série d'heroic fantasy pour la jeunesse, Percevan. Quinze albums sont publiés par Dargaud jusqu'en 2017.

### La confirmation Eigrutel (années 1990)
Au début des années 1990, Jean Léturgie cofonde les éditions Dessis avec Laurent Vicomte, et surtout le label Eigrutel avec son fils, Simon Léturgie. Cette liberté éditoriale lui permet de sortir en 1996 un one-shot dessiné par Franck Isard, Bob Steel, ainsi que, dans un format à l'italienne, une série caustique dessinée par Simon Léturgie, John Eigrutel. Après ce galop d'essai, le tandem père-fils créé Polstar, série d'action violente, plus que jamais influencée par la BD culte des années 1980, les Innommables. 
Parallèlement à la réalisation de trois tomes de Polstar sortis entre 1996 et 1999, les Léturgie réalisent Tekika, bande dessinée en strip centrée sur une cow-boy (deux tomes chez Eigrutel, en 1997 et 1998). Puis en 1999, ils créent la série d'action parodique Spoon & White, cette fois publiée chez un grand éditeur, Dupuis, dans sa collection pour adultes, Humour Libre. Quatre tomes sont édités jusqu'en 2002.
Toujours en 1999, Léturgie réutilise les idées non-exploitées pour Kid Lucky en lançant chez l'éditeur Vents d'Ouest la série western Cotton Kid, dessinée par Didier Conrad, le créateur des Innommables. Six albums sortent jusqu'en 2003.

### Chez Vents d'Ouest (années 2000)
Les années 2002-2003 marquent une transition : les Léturgie concluent Tekila avec un troisième et dernier tome, puis tentent de relancer Polstar avec un tome 4, qui restera sans suite. Puis ils transfèrent Spoon & White chez l'éditeur Vents d'Ouest, qui publiera les tomes 5 à 8, de 2003 à 2010. 
En 2004, toujours chez Vents d'Ouest, le père et le fils s'associent à Richard Di Martino pour créer la série d'aventures fantastique jeunesse Outretombe. Trois tomes sortiront entre 2004 et 2006. Parallèlement, ils sortent l'album comico-trash Space Cake, qui reste sans suite. Jean Léturgie signe ensuite les scénarios des deux premiers tomes de la série anthologique Commedia, créée par Simon Léturgie, revisitant en bande dessinée les classiques de Molière.
En 2010, le père et le fils mettent en suspens Spoon & White pour se retrouver autour d'un nouveau projet, Gastoon, ce qui ne va pas aller sans problème. Cette série dérivée commandée par les éditions Marsu Productions pour rajeunir la marque Gaston Lagaffe est co-scénarisée par Yann. Deux albums sortiront en 2011 et 2012.

## Publications
- Percevan avec Philippe Luguy et Xavier Fauche

1. Les trois étoiles d'Ingaar (1982)
2. Le tombeau des glaces (1983)
3. L'épée de Ganael (1984)
4. Le pays d'Aslor (1985)
5. Le sablier d'el Jerada (1986)
6. Les clés de feu (1988)
7. Les seigneurs de l'enfer (1992)
8. La table d'Emeraude (1995)
9. L'arcantane noire (1996)
10. Le maître des étoiles (1998)
11. Les sceaux de l'apocalypse (2001)
12. Le septième sceau (2004)
13. Les terres sans retour (2010)
14. Les marches d'Eliandysses (2011)
15. Le huitième royaume, (2013)

Les ombres de Malicorne (2005), trilogie du cycle d'Ainock, contient les albums 6, 7 et 8.
- Lucky Luke avec Morris et Xavier Fauche
  - Sarah Bernhardt (1982)
  - Le Daily Star (1984)
  - Le Ranch maudit (1986)
  - Le Pony Express (1988)
  - L'Amnésie des Dalton (1991)
  - Les Dalton à la noce (1993)
  - Le Pont sur le Mississippi (1994)
  - Le Klondike (Coscénariste avec Yann) (1996)

- Cédric Lebihan, avec Xavier Fauche et Marie-Christine Demeure, Glénat

1. Anticyclone sur les Açores, 1983

- Rantanplan avec Morris, Xavier Fauche, Michel Janvier et Vittorio Léonardo

1. La Mascotte (1987)
2. Le Parrain (1988)
3. Rantanplan Otage (1992)
4. Le Clown (1993)
5. Bêtisier 1 (1993)
6. Bêtisier 2 (1993)

Recueil de gags 1 (1993)
Recueil de gags 2 (1993)
7.  Le Fugitif (1994)
9.  Le Messager (1995)
- Kid Lucky avec Morris, Pearce et Yann

1. Kid Lucky (1995)
2. Oklahoma Jim (1998)

- Polstar avec Simon Léturgie[2]

1. Le mérou (1996)
2. Le Monkey (1998)
3. L'empire (1999)
4. La meute (2002)

- Bob Steel avec Franck Isard

1. L'œil du requin (1996)

- John Eigrutel, avec Simon Léturgie

1. Le contrat Polstar, 1996

1. Le contrat Bob Steel, 1996

- Tekila, avec Simon Léturgie, John Eigrutel Productions, 3 vol., 1997-2006[3].

- Cotton Kid avec Pearce

1. Au nom de la loi et de Monsieur Pinkerton (1999)
2. Charivari dans les Bayous (2000)[4]
3. Z comme Sorro (2000)[5]
4. La piste de Chisholm (2001)
5. La 7e femme de Géronimo (2002)
6. Le Coyote noir (2003)[6]

- Spoon & White avec Simon Léturgie

1. Requiem pour dingos (1999)
2. À gore et à cris (2000)
3. Niaq micmac (2001)
4. Spoonfinger (2002)
5. Funky Junky (2003)
6. XXL (2005)
7. Manhattan Kaputt (2007)
8. Neverland (2010)

- Space Cake

1. Comique trip (2004)[7]

- Outretombe, avec Richard Di Martino

1. Maman est revenue (2004)
2. Loup y es-tu ? (2005)
3. Trois petits tours et puis s'en vont (2006)

- Commedia, adaptation de Molière avec Simon Léturgie

1. Les Précieuses Ridicules, 2005
2. La farce du cuvier, 2005

- L'ours des Carpates, avec Richard Di Martino, Dupuis, 2009

- Gastoon avec Simon Léturgie et Yann, Marsu Productions

1. Gaffe au neveu ! (2011)[1]
2. Des vertes et des pas mûres (2012)

## Filmographie
- 1982, 1983 et 1984 : coscénariste des 72 épisodes du Fraggle Rock de Jim Henson
- 1990 : Tifou  d'André Franquin et Raymond Burlet (scénario)
- 2004 : Fallait pas l'inviter, sketchs pour Michel Muller
- 2012 : Laurent Vicomte, Entretemps d'Avril Tembouret (témoignage)